# Laurent Mahelot
Laurent Mahelot (XVII secolo – XVII secolo) è stato uno scenografo, costumista e designer francese.

## Biografia

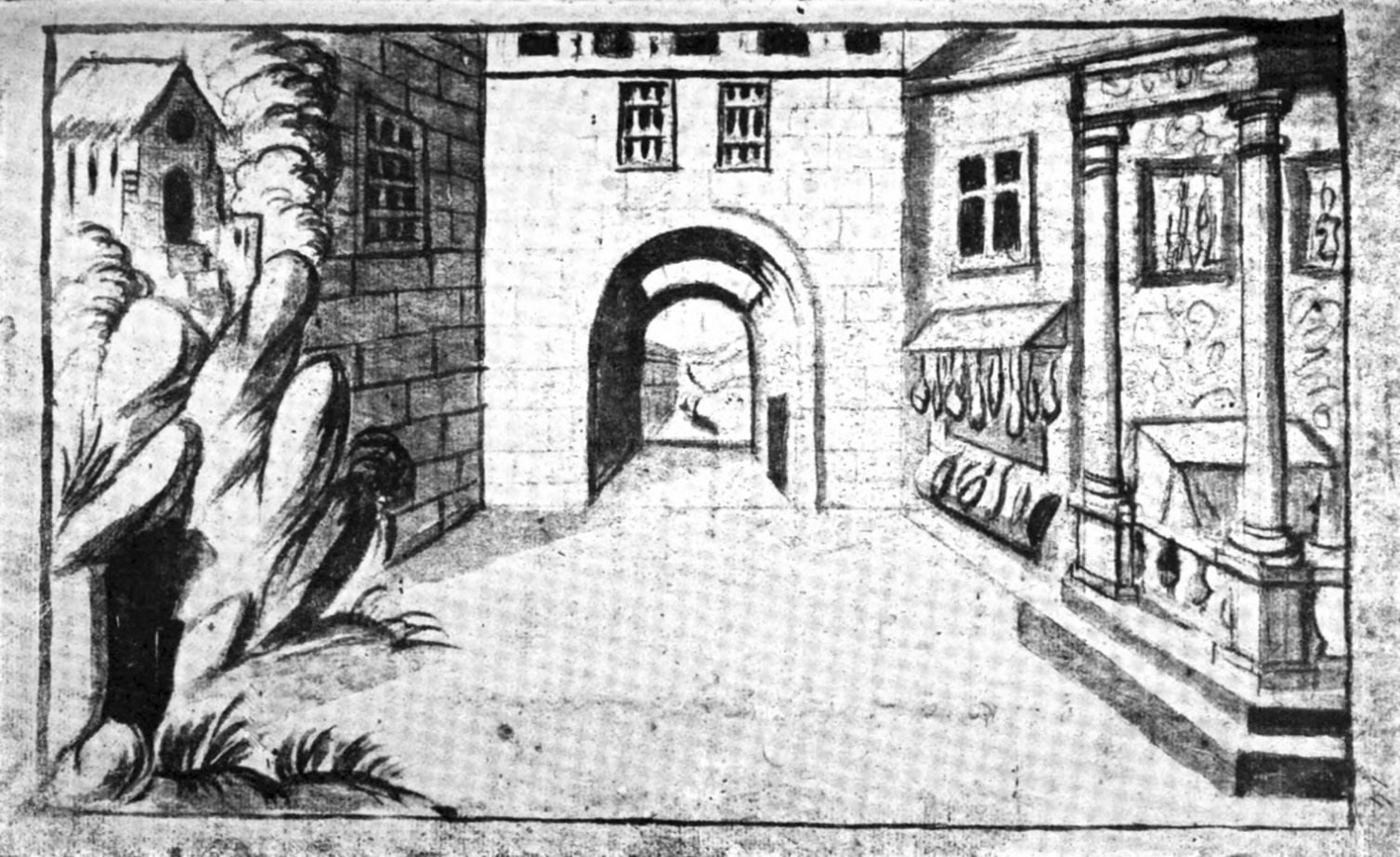
Set della tragicommedia Lisandre et Caliste, rappresentata in anteprima nel 1630 al Théâtre de l'hôtel de Bourgogne; illustrazione tratta dalle Mémoire de Mahelot et de Laurent

Durante la sua carriera Laurent Mahelot svolse anche l'attività di direttore di scena, di scenotecnico, di decoratore, di pittore.
La documentazione che riguarda Laurent Mahelot e suo figlio Denis, è contenuta in un manoscritto intitolato Mémoire de Mahelot et de Laurent, conservato alla Biblioteca nazionale di Francia a Parigi, che descrive l'attività al Théâtre de l'hôtel de Bourgogne, tra il 1633 e il 1686, dai titoli delle 268 opere rappresentate alle notizie sulle scene, sui costumi e gli accessori necessari di 192 opere, oltre ad una serie di pregevoli miniature a colori, realizzate in collaborazione con Georges Buffequin, pittore e artificiere del re a servizio di Armand-Jean du Plessis de Richelieu.
Il manoscritto è caratterizzato dalla presenza e dalla evidenziazione di un antico modello scenico, anche se organizzato e guidato dall'influenza di idee già innovative.
Durante la carriera di Mahelot, come dimostrano le illustrazioni successive al 1673, gli sviluppi e l'evoluzione scenografica e dei costumi, risultarono continue fino alla diffusione del principio neoclassico dell'unità di luogo.
Quindi il manoscritto è una testimonianza storica del passaggio dalle abitudini e dalla scenografia preneoclassiche, come quella medioevale utilizzata per la rappresentazione religiosa dei misteri, divisa in compartimenti e in cui differenti scene erano presenti contemporaneamente sul palcoscenico e l'azione passava da una scena all'altra, alla scenografia prospettica in stile italiano.
Tra le descrizioni più interessanti del manoscritto si può citare quella riguardante la rappresentazione de Il misantropo di Molière, secondo la quale «per fare Il misantropo ci vogliono una stanza, sei sedie, tre lettere e degli stivali».
Nelle illustrazioni della Mémoire de Mahelot et de Laurent, si può vedere una curiosa miscela di palazzi in stile medievale con fondali dipinti in prospettiva; scenografie che rappresentano case, negozi, torri, foreste, montagne e persino corsi d'acqua disposte sul palcoscenico; inoltre sono descritti numerosi effetti speciali creati per attirare l'attenzione e l'entusiasmo degli spettatori.
Altri scenografi, quali Michel Laurent, proseguiranno questi sviluppi scenografici negli anni seguenti.

## Opere principali
- La mise en scène à Paris au XVIIe siècle : Mémoire de Laurent Mahelot et Michel Laurent, Paris, Société de l'histoire de Paris et de l'Ile-de-France, 1901;
- Mémoire de plusieurs décorations qui serue aux pièce [sic] contenus en ce présent liure, Toronto, University of Toronto Library, 1968;
- Le Mémoire de Mahelot, Laurent et d'autres décorateurs de l'Hôtel de Bourgogne et de la Comédie…, Wentworth Press, 2016.